# 다니엘 메스귀치

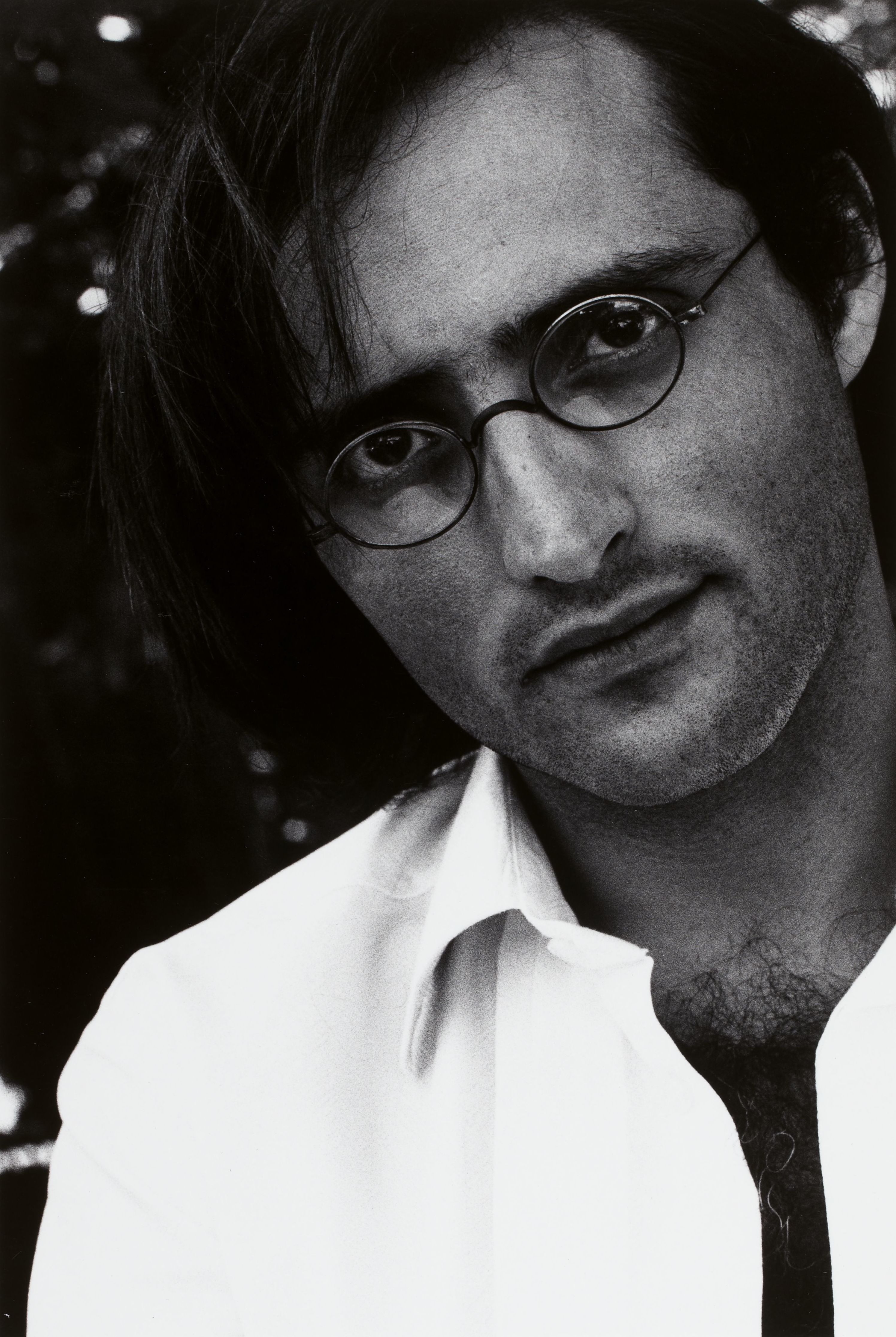

다니엘 메스귀치(Daniel Mesguich, 1952년 7월 15일 ~ )는 프랑스의 무대 연출가, 배우이다.
알제에서 태어났다.

## 영화
- 캐피탈 (2012년) - 잭 역
- 프렌치 아메리칸 (2003년)
- 극한상황 (1998년)
- 아름다운 포로 (1983년)
- 4중주 (1981년)
- 여은행가 (1980년)
- 사랑의 도피 (1979년)
- 여인의 빛 (1979년)